# 沃洛西夫 (安德魯紹夫卡區)
50°7′2″N 28°54′58″E / 50.11722°N 28.91611°E
沃洛西夫（烏克蘭語：Волосів），是烏克蘭北部的村莊，隸屬日托米爾州的別爾季切夫區。該村處於圭瓦河畔，面積18.04平方公里，海拔高度202米，2001年人口495。